# Stylochaeta fusiformis
Stylochaeta fusiformis is een buikharige uit de familie Dasydytidae. Het dier komt uit het geslacht Stylochaeta. Stylochaeta fusiformis werd in 1890 voor het eerst wetenschappelijk beschreven door Spencer. 